# Tromboxano-A sintase
Tromboxano-A sintase, também conhecida como TBXAS1, é uma enzima que, em seres humanos é codificado pelo gene TBXAS1.